# Налибаев, Нурлыбек Машбекович
Нурлыбек Машбекович Налибаев (каз. Нұрлыбек Машбекұлы Нәлібаев; род. 13 октября 1976) — казахстанский государственный деятель. Аким Кызылординской области (с 7 апреля 2022 года). Аким города Кызылорды (2013—2021). Член партии «Аманат» (с 2006 года). Имеет экономическое и юридическое образование, кандидат экономических наук.

## Биография
Родился 13 октября 1976 года в Жанакорганском районе Кызылординской области. Происходит из рода жаманбай племени конырат. По национальности — казах, по вероисповеданию — мусульманин.
В 1997 году окончил Казахский государственный аграрный университет в Алма-Ате по специальности менеджер-экономист. После окончания учёбы работал в ТОО «Казахойл-коммерция». В 1998—2005 годах работал в руководстве компаний «Булак», «Стандарт Трейд», «Стандарт Ойл Бейс», «Стандарт Ойл», «Стандарт Ойл Трейдинг», «Стандарт Газ», «Харрикейн Ойл Продактс», «Кызылорда Мунай Сервис».
В 2003 году получил юридическое образование в Казахском гуманитарном юридическом университете.
В 2005—2007 годах занимал должность заместителя акима города Кызылорды, в 2007—2008 годах — руководитель аппарата акима Кызылординской области. С 8 февраля 2008 по 13 февраля 2013 года был акимом Чиилийского района Кызылординской области.
В 2013—2021 годах — аким города Кызылорда.
Согласно экспертному опросу по поводу эффективности работы акиматов, проведённого агентством «Рейтинг.kz» по итогам 2014 года, Налибаев оказался в числе лидеров.
С 2 апреля 2021 по 6 апреля 2022 года — заведующий отдела регионального развития Канцелярии премьер-министра Казахстана.
7 апреля 2022 года назначен акимом Кызылординской области.

## Семья и личная жизнь
Женат, трое детей: сын и две дочери.
Отец — Налибаев Машбек Сапарбаевич (1926—2004), бригадир колхоза; мать — Налибаева Бибиш Нурмановна (1933—2004). Налибаев является родным братом известного казахстанского политика Бердыбека Сапарбаева (1953—2023).

## Награды
- Орден «Барыс» IІІ степени (2024);[10]
- Орден «Курмет» (2011)
- Медаль «20 лет независимости Республики Казахстан» (2011)
- Орден «Парасат» (2016)